# N.F.-Board
De N.F.-Board (Nouvelle Fédération-Board) was een voetbalfederatie die bestemd was voor de landen die geen lid konden worden van de FIFA en/of geen erkend land waren.

## Geschiedenis
De organisatie werd opgericht op 12 december 2003 en statutair gevestigd in het Belgische Luik als niet-gouvernementele organisatie. De N.F.-Board organiseerde het VIVA-wereldkampioenschap (mannen en vrouwen) voor haar leden. Meer op de achtergrond stimuleerde de N.F.-Board de ontwikkeling van het voetbal in landen die geen lid konden worden van de FIFA en/of geen erkend land waren.
De N.F.-Board probeerde door samenwerking met de FIFA te bewerkstelligen dat haar leden een FIFA-lidmaatschap konden krijgen. Mede-initiatiefnemer en algemeen directeur van de N.F.-Board was Luc Misson, de advocaat van Jean-Marc Bosman van het Bosman-arrest.
Sinds 2013 wordt non-FIFA-voetbal geregeld door Confederation of Independent Football Associations.

## Leden[1]
Europa:
- Gozo
- Groenland
- Saami
- Monaco
- Zuid-Nedersaksen

- Noord-Cyprus
- Occitanië
- Padanië
- Provence
- Rijeka

- Romani
- Saugeais
- Sealand
- Tsjetsjenië
- Wallonië

Afrika:
- Biafra
- Casamance
- Masai

- Somaliland
- Westelijke Sahara

- Zanzibar
- Zuid-Kameroen

Azië:
- Chagosarchipel
- Koerdistan

- Tibet
- West-Papoea

- Zuid-Molukken

Zuid-Amerika:
- Paaseiland

Oceanië:
- Kiribati
- Yap

## Confederaties
De N.F.-Board had anno 2009 drie continentale bonden als lid:
- Confederation of European New Federations (CENF)
- Consejo Sudamericano de Nuevas Federaciones (CSANF)
- North American and Arctic New Federations (NAANF)

De overige continenten vielen onder de algemene N.F.-Board.